# Resolució 208 del Consell de Seguretat de les Nacions Unides
La Resolució 208 del Consell de Seguretat de les Nacions Unides, adoptada sense votació el 10 d'agost de 1965, va observar amb lament la mort del Jutge Abdel Hamid Badawi. El Consell va decidir llavors que en concordança a l'Estatut de la Cort la vacant resultant de la Cort Internacional de Justícia anava a ser resolta per una elecció per l'Assemblea General que tindria lloc durant la vintena reunió d'aquest òrgan.